# Епархия Сьюдад-Альтамирано
Епархия Сьюдад-Альтамирано (лат. Dioecesis Civitatis Altamirensis) — епархия Римско-католической церкви с центром в городе Сьюдад-Альтамирано, Мексика. Епархия Сьюдад-Альтамирано входит в митрополию Акапулько. Кафедральным собором епархии Сьюдад-Альтамирано является церковь святого Иоанна Крестителя.

## История
27 октября 1964 года Римский папа Павел VI издал буллу Populo Dei, которой учредил епархию Сьюдад-Альтамирано, выделив её из архиепархии Акапулько, епархий Чилапы (сегодня — Епархия Чильпансинго-Чилапы), Такамбаро и Толуки.
11 октября 1985 года епархия Сьюдад-Альтамирано передала часть своей территории новой епархии Сьюдад-Ласаро-Карденаса.

## Ординарии епархии
- епископ Juan Navarro Ramírez (1.07.1965 — 18.08.1970);
- епископ Manuel Samaniego Barriga (11.01.1971 — 5.02.1979);
- епископ José Lizares Estrada (4.03.1980 — 31.01.1987);
- епископ José Raúl Vera López (20.01.1987 — 14.08.1995);
- епископ Carlos Garfias Merlos (24.06.1996 — 8.07.2003);
- епископ José Miguel Ángel Giles Vázquez (19.06.2004 — 7.09.2005);
- епископ Maximino Martínez Miranda (7.07.2006 — по настоящее время).

## Источник
- Annuario Pontificio, Ватикан, 2007
- Булла Populo Dei  (англ.)